# Overton County
Overton County ist ein County im Bundesstaat Tennessee der Vereinigten Staaten. Das U.S. Census Bureau hat bei der Volkszählung 2020 eine Einwohnerzahl von 22.511 ermittelt. Der Verwaltungssitz (County Seat) ist Livingston.

## Geographie
Das County liegt nordöstlich des geographischen Zentrums von Tennessee, ist im Norden etwa 25 km von Kentucky entfernt und hat eine Fläche von 1126 Quadratkilometern, wovon 4 Quadratkilometer Wasserfläche sind. Es grenzt im Uhrzeigersinn an folgende Countys: Pickett County, Fentress County, Putnam County, Jackson County und Clay County.

## Geschichte
Overton County wurde am 11. September 1806 aus Teilen des Jackson County gebildet. Benannt wurde es nach John Overton, einem der Mitbegründer von Memphis, Tennessee und Richter am Obersten Gerichtshof von Tennessee.

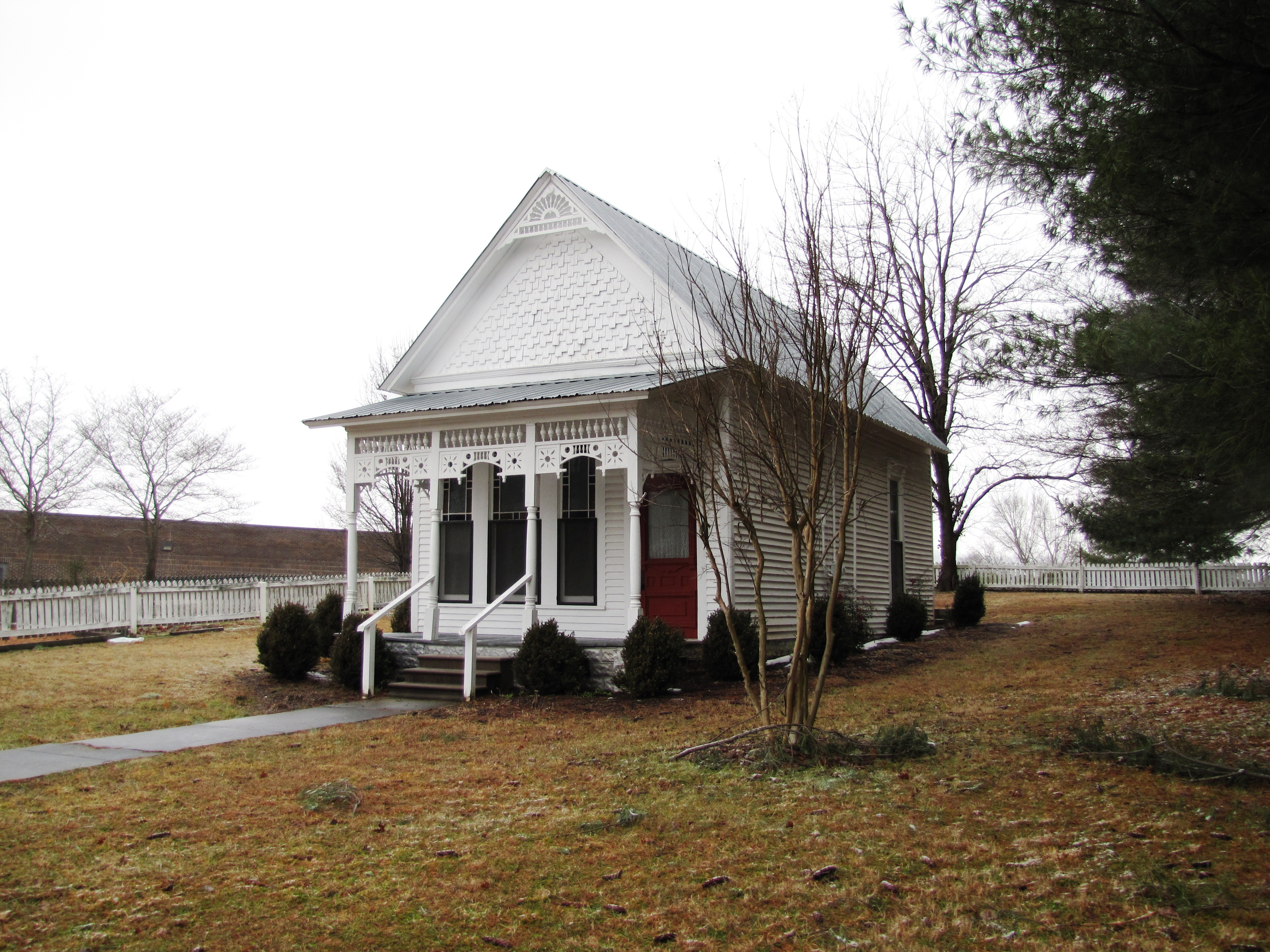
Das Gov. Albert H. Roberts Law Office ist einer von sechs Einträgen des Countys im NRHP.

Sechs Bauwerke und Stätten des Countys sind im National Register of Historic Places (NRHP) eingetragen (Stand 26. August 2018).

## Demografische Daten

Alterspyramide Overton County

Nach der Volkszählung im Jahr 2000 lebten im Overton County 20.118 Menschen in 8.110 Haushalten und 5.920 Familien. Die Bevölkerungsdichte betrug 18 Einwohner pro Quadratkilometer. Ethnisch betrachtet setzte sich die Bevölkerung zusammen aus 98,59 Prozent Weißen, 0,28 Prozent Afroamerikanern, 0,28 Prozent amerikanischen Ureinwohnern, 0,09 Prozent Asiaten, 0,05 Prozent Bewohnern aus dem pazifischen Inselraum und 0,22 Prozent aus anderen ethnischen Gruppen; 0,49 Prozent stammten von zwei oder mehr Ethnien ab. 0,69 Prozent der Bevölkerung waren spanischer oder lateinamerikanischer Abstammung.
Von den 8.110 Haushalten hatten 29,2 Prozent Kinder und Jugendliche unter 18 Jahre, die bei ihnen lebten. 59,2 Prozent waren verheiratete, zusammenlebende Paare, 9,9 Prozent waren allein erziehende Mütter und 27,0 Prozent waren keine Familien. 24,1 Prozent waren Singlehaushalte und in 11,0 Prozent lebten Personen im Alter von 65 Jahren oder darüber. Die Durchschnittshaushaltsgröße betrug 2,46 und die durchschnittliche Haushaltsgröße betrug 2,90 Personen.
23,0 Prozent der Bevölkerung waren unter 18 Jahre alt, 8,4 Prozent zwischen 18 und 24, 27,7 Prozent zwischen 25 und 44, 25,9 Prozent zwischen 45 und 64 und 15,0 Prozent waren älter als 65. Das Durchschnittsalter betrug 39 Jahre. Auf 100 weibliche Personen kamen statistisch 96,2 männliche Personen und auf 100 Frauen im Alter von 18 Jahren und darüber kamen 93,1 Männer.
Das jährliche Durchschnittseinkommen eines Haushalts betrug 26.915 USD, das Durchschnittseinkommen der Familien betrug 32.156 USD. Männer hatten ein Durchschnittseinkommen von 25.287 USD, Frauen 19.674 USD. Das Prokopfeinkommen betrug 13.910 USD. 12,3 Prozent der Familien und 16,0 Prozent der Einwohner lebten unterhalb der Armutsgrenze.